# Scuola Grande Tedesca
Scuola Grande Tedesca (též Scuola Tedesca, česky Velká německá škola nebo Aškenázská škola) je název nejstarší synagogy benátského židovského ghetta. Byla postavena roku 1528 "německými", tedy aškenázskými židovskými přistěhovalci, kteří se od počátku 16. století v benátském Ghettu hojně usazovali. Mnozí z nich pocházeli také z českých zemí, například jistý rabín Israel Hammerschlag z Prahy, který je pohřben na místním Starém židovském hřbitově na ostrově Lido.  